# Casearia gossypiosperma
El  mbavy guasú,  cusé,   Casearia gossypiosperma,   es una especie botánica de plantas en la familia de las Salicaceae. 

## Descripción
Es un árbol caduco, de no más de 20 m de altura (raramente 40 m), de fuste erecto de 5-9 dm de diámetro, corteza lisa, cenicienta anaranjada, con hojas simples, alternas, cartáceas, dísticas, de margen serrado y base inequilátera, fuertes nervaduras, 3-5 cm x 4-6 cm. Ramillas con lenticelas,  y glándulas foliares translúcidas.
Florece entre septiembre y octubre.  Flores hemafroditas, apétalas, en inflorescencia  fascicular, axilar. Fruto diminuto cápsula. Fructifica de octubre a noviembre
Muy bonita como planta ornamental, por su copa piramidal.

## Ecología
Es endémico de Bolivia, Paraguay y del Perú.
En Paraguay no es abundante, constreñido a bosques altos, de suelo profundo, como también ligeramente arenosos; en la cuenca del río Paraná.

## Usos
Su madera dura se utiliza en tornería y carpintería.

## Taxonomía
Casearia gossypiosperma fue descrita por John Isaac Briquet y publicado en Bulletin de l'Herbier Boissier 7(App. 1): 55, en el año 1899.
Sinonimia
- Casearia lanosperma Diogo
- Gossypiosperma paraguariense Rehder
- Gossypiospermum paraguariense Rehder[5][6][7]

## Nombres comunes
- Mbavy guasú,  cusé,  cusecillo, cambroé.